# لوتر وندرس
لوتر وندرس (انگلیسی: Luther Vandross; ۲۰ آوریل ۱۹۵۱ – ۱ ژوئیهٔ ۲۰۰۵) خواننده، خواننده-ترانه‌پرداز، تهیه‌کننده موسیقی، و آهنگساز اهل ایالات متحده آمریکا بود. وی بین سال‌های ۱۹۶۹ تا ۲۰۰۵ میلادی فعالیت می‌کرد.
از فیلم‌ها یا برنامه‌های تلویزیونی که وی در آن نقش داشته‌است می‌توان به مترومن، ۲۰ قدم تا ستاره بودن اشاره کرد.